# Łochów (gemeente)
De gemeente Łochów is een stad- en landgemeente in het Poolse woiwodschap Mazovië, in powiat Węgrowski.
De zetel van de gemeente is in Łochów.
Op 30 juni 2004 telde de gemeente 17 446 inwoners.

## Oppervlakte gegevens
In 2002 bedroeg de totale oppervlakte van gemeente Łochów 194,98 km², waarvan:
- agrarisch gebied: 50%
- bossen: 38%

De gemeente beslaat 15,99% van de totale oppervlakte van de powiat.

## Demografie
Stand op 30 juni 2004:
| Omschrijving                   | Totaal | Totaal | Vrouwen | Vrouwen | Mannen | Mannen |
| ------------------------------ | ------ | ------ | ------- | ------- | ------ | ------ |
| eenheid                        | aantal | %      | aantal  | %       | aantal | %      |
| inwoners                       | 17 446 | 100    | 8815    | 50,5    | 8631   | 49,5   |
| bevolkingsdichtheid (inw./km²) | 89,5   | 89,5   | 45,2    | 45,2    | 44,3   | 44,3   |

In 2002 bedroeg het gemiddelde inkomen per inwoner 1213,54 zł.

## Administratieve plaatsen (sołectwo)
Baczki, Barchów, Brzuza, Budziska, Burakowskie, Dąbrowa, Gwizdały, Jasiorówka, Jerzyska, Kalinowiec, Kaliska, Kamionna, Karczewizna, Laski, Łazy, Łojew, Łopianka, Łosiewice, Majdan, Matały, Nadkole, Ogrodniki, Ostrówek, Pogorzelec, Samotrzask, Szumin, Twarogi, Wólka Paplińska, Zagrodniki, Zambrzyniec.

## Aangrenzende gemeenten
Brańszczyk, Jadów, Korytnica, Sadowne, Stoczek, Wyszków